# T-RAM
T-RAM (англ. Thyristor RAM) — тиристорная память с произвольным доступом, новый вид оперативной памяти, предложенный в середине 2000-х годов, сочетающий в себе сильные стороны DRAM и SRAM: высокую скорость работы и большой объём. Данная технология использует ячейки памяти, основанные на эффекте NDR, которые называются Thin-Capacitively-Coupled-Thyristor. T-RAM уходит от привычных дизайнов ячеек памяти: 1T и 6T, применяемых в DRAM- и SRAM-памяти. Благодаря этому данная память является хорошо масштабируемой и уже имеет плотность хранения данных, в несколько раз превышающую её у SRAM-памяти. В данный момент идёт разработка следующего поколения T-RAM-памяти, которая, как планируется, будет сопоставима по плотности записи с DRAM.
Данную технологию компания AMD предполагала использовать в процессорах, производимых по нормам 32 и 22 нм.
По словам бывшего CEO компании T-RAM Semiconductor, несмотря на успешное решение множества проблем в производстве, для T-RAM так и не был достигнут процент выхода годных изделий, достаточный для прибыльного массового выпуска.